# Фран Гонсалес (футболіст, 2005)
Франсі́ско Хав'є́р Гонса́лес Пе́рес (ісп. Francisco Javier González Pérez; нар. 24 червня 2005) — іспанський футболіст, воротар клубу «Реал Мадрид Кастілья».

## Клубна кар'єра
Виступав за юнацьку команду «Культураль Леонеса» зі свого рідного міста, звідки 2022 року перейшов до академії мадридського «Реала». В сезоні 2023–24 почав виступати за «Реал Мадрид C» в Терсері Федерасьйон. 25 травня 2024 року дебютував за «Реал Мадрид Кастілья» в матчі Прімери Федерасьйон проти «Малаги».
5 квітня 2025 року дебютував в основному складі «Реала» в матчі Ла-Ліги проти «Валенсії».

## Кар'єра в збірній
Виступав за збірну Іспанії до 19 років. В липні 2024 року потрапив в заявку збірної на юнацький чемпіонат Європи, що проходив в Північній Ірландії. На турнірі був запасним воротарем і на поле не виходив, а його команда в підсумку здобула золоті нагороди, перемігши у фіналі французів.
У листопаді 2025 року вперше викликаний в збірну Іспанії до 21 року для участі в товариських матчах проти збірних Англії та Данії.

## Статистика виступів
Станом на 5 квітня 2025 
| Клуб              | Сезон             | Чемпіонат           | Чемпіонат | Чемпіонат | Кубок | Кубок | Єврокубки | Єврокубки | Інші  | Інші | Всього | Всього | Всього |
| Клуб              | Сезон             | Дивізіон            | Матчі     | Голи      | Матчі | Голи  | Матчі     | Голи      | Матчі | Голи | Матчі  | Голи   |        |
| ----------------- | ----------------- | ------------------- | --------- | --------- | ----- | ----- | --------- | --------- | ----- | ---- | ------ | ------ | ------ |
| Реал Мадрид Б     | 2023–24           | Прімера Федерасьйон | 1         | −2        | —     | —     | —         | —         | —     | —    | 1      | −2     |        |
| Реал Мадрид Б     | 2024–25           | Прімера Федерасьйон | 16        | −19       | —     | —     | —         | —         | —     | —    | 16     | −19    |        |
| Реал Мадрид Б     | Всього            | Всього              | 17        | −21       | 0     | 0     | 0         | 0         | 0     | 0    | 17     | −21    |        |
| Реал Мадрид       | 2024–25           | Ла-Ліга             | 1         | −2        | 0     | 0     | 0         | 0         | 0     | 0    | 1      | −2     |        |
| Всього за кар'єру | Всього за кар'єру | Всього за кар'єру   | 18        | −23       | 0     | 0     | 0         | 0         | 0     | 0    | 18     | −23    |        |

## Досягнення
«Реал Мадрид»
- Володар Суперкубка УЄФА: 2024[11]
- Володар Міжконтинентального кубка ФІФА: 2024[12]

Збірна Іспанії (до 19 років)
- Переможець юнацького чемпіонату Європи (до 19 років): 2024[13]